# Vsévolod Marchenko
Vsévolod Mijáilovich Marchenko (en ucraniano: Всеволод Михайлович Марченко; gobernación de Podolia, 23 de octubre de 1890 - Alcañiz, 14 de septiembre de 1937) fue un oficial, piloto naval militar de origen ucraniano participante en la Primera Guerra Mundial, la guerra civil rusa del lado del movimiento blanco y la guerra civil española del lado de los sublevados.

## Biografía
Nació el 23 de octubre de 1890 en la gobernación de Podolia del Imperio ruso en la familia de un oficial sargento.
En 1906, a la edad de 16 años, ingresó en el Cuerpo de cadetes navales. El 10 de abril de 1911 recibió el grado de guardiamarina naval. Recibió lecciones prácticas de navegación en la tripulación de la 1.ª Flota del Báltico en el crucero blindado Rurik. Después de graduarse de la Infantería de Marina, fue ascendido a guardiamarina por orden y se alistó en la tripulación de la Flota del Mar Negro. Sirvió en los destructores "Capitán Saken", "Teniente Zatsarenny", "Capitán-Teniente Baranov", "Strimky" y "Severe" .

### Primera Guerra Mundial
Al comienzo de la Primera Guerra Mundial, Marchenko sirvió en un destructor, pero como le interesaba la aviación desde su época en la Infantería de Marina, y también bajo la influencia de su amigo y compañero de clase Nikolái Ragozin, ingresó en la Escuela de Acrobacia Aérea de Odesa. Los entrenamientos de la escuela de verano tuvieron lugar del 20 de marzo al 1 de agosto de 1915. El 22 de agosto recibió el grado de teniente y el 4 de septiembre, el de piloto naval. Inmediatamente después de recibir el rango de piloto naval, Marchenko tomó parte activa en operaciones de combate. Voló hidroaviones basados en el portaaviones Emperador Nicolás I para reconocimiento y bombardeo de posiciones enemigas. Los resultados del reconocimiento de Marchenko fueron reconocidos como uno de los mejores, y el jefe de aviación de la Flota del Mar Negro, el teniente mayor I. Y. Stajovski solicitó al comandante de la flota que concediera al piloto la Orden de San Vladimiro, 4º grado con espadas y arco; El 15 de febrero de 1916 se aprobó el premio.
Junto con sus compañeros de armas Mikola Ragozin y Mijáil Krygin, Marchenko participó en el bombardeo del puerto de Zonguldak el 24 de enero de 1916. Por orden del Departamento Marítimo No. 198 Marchenko fue condecorado con la Espada Dorada por Valentía. Recibió la Orden de Santa Ana, en tercer grado con espadas y arco por su participación en la protección de los transportes con tropas durante el 14 al 31 de marzo de 1916.
Desde octubre de 1916 hasta el final de la guerra, ocupó diversos puestos de mando: comandó las unidades de hidroaviación que operaban en el frente rumano; comandó el 1er Destacamento Naval, el 4º Destacamento Aéreo de la División Aérea del Mar Negro y el 8º Destacamento Aéreo. Al final de la guerra, Marchenko dirigió el 13º Escuadrón de Cazas de la Flota del Mar Negro.

### Guerra civil rusa
Después de la revolución y el comienzo de la guerra civil rusa, así como el colapso del ejército y la marina, Marchenko partió hacia Tokio y luego vivió en Harbin hasta finales de octubre de 1918.
Durante el mismo período, el vicealmirante Aleksandr Kolchak también estaba en China, tratando de formar fuerzas armadas antibolcheviques. El 28 de octubre de 1918, Marchenko desde Vladivostok fue enviado al mando del comandante del Destacamento de Aviación del 1er Cuerpo Siberiano, y el 3 de noviembre fue designado para el puesto de oficial superior de este destacamento. Después de que Kolchak se convirtiera en el gobernante supremo de Rusia (golpe de estado del 18 de noviembre de 1918), Vsévolod Marchenko continuó sirviendo en las filas de las fuerzas armadas subordinadas al almirante. Por orden del jefe del recién creado Ministerio Marítimo, el contralmirante Mijaíl Smirnov, de fecha 22 de diciembre de 1918, fue nombrado jefe del departamento de hidroaviación de la Dirección Técnica Marítima.
Por orden de Kolchak del 1 de enero de 1919, el jefe del departamento de hidroaviación, el teniente Marchenko, fue ascendido a teniente mayor por sus méritos militares.
Después de la fallida campaña militar del ejército de Kolchak, Marchenko emigró. Según el historiador A. B. Plotta, Marchenko fue evacuado de Crimea en el transporte "Kronstadt", cuyo supervisor era Ragozin.

### Exilio y guerra civil española
Durante su exilio, Marchenko no quiso desprenderse de su especialidad de vuelo.
En 1923 viajó a España y se incorporó al Ejército del Aire español. Sirvió brevemente en la Legión Extranjera, trabajó como instructor en una escuela de vuelo, en una escuela de aviación privada y como piloto de aviación civil en las rutas de Madrid-París y Madrid-Berlín.  Recibió la ciudadanía española y tras la proclamación de la Segunda República, de regreso a Madrid tras otra huida, fue detenido y privado del derecho a volar. 
Cuando estalló la guerra civil española el verano de 1936 huyó a Francia por Bayona, y de allí volvió a las zonas controladas por el bando sublevado, donde ingresó en las filas de la aviación militar del Ejército Nacional con el grado de teniente de la reserva. Fue considerado un piloto excepcional, especialmente cuando realizaba operaciones de aviación nocturna. Durante la guerra, a pesar del sitio republicano, Marchenko abasteció el santuario de la Virgen de la Cabeza, en la provincia de Jaén, donde se escondían los gendarmes y sus familias. El piloto entregó municiones, alimentos y correo al monasterio. Gracias a Marchenko, en marzo de 1937 el capitán Gayá González organizó el primer escuadrón de bombarderos nocturnos Junkers Ju 52.Vsevolod Marchenko murió cerca de Zaragoza en la noche del 14 al 15 de septiembre de 1937, en una batalla aérea con un avión de combate I-15, presumiblemente pilotado por el piloto soviético capitán Iván Yeriómenko. Marchenko saltó en paracaídas, pero fue capturado por los republicanos y fusilado. A petición de los pilotos soviéticos, fue enterrado en el cementerio de Alcañiz, pero los republicanos arrojaron el cuerpo del ataúd y lo enterraron tras una valla.
Cuando la ciudad fue ocupada por las fuerzas franquistas, el hijastro de Marchenko, Ígor, encontró la tumba de su padrastro y llevó sus cenizas a Sevilla, donde fueron enterradas nuevamente con honores militares. Póstumamente, Vsévolod Marchenko fue ascendido al rango de capitán y su viuda Vera Zelenskaya recibió una pensión. Marchenko ha sido galardonado repetidamente con premios españoles; Según algunos informes, fue galardonado con una de las más altas condecoraciones militares de España, la Orden de San Fernando.